# Filipa da Armênia
Filipa da Armênia (português brasileiro) ou Filipa da Arménia (português europeu) era filha de Rúben III da Armênia e Isabel de Taron e neta, pelo lado da mãe, Onofre III de Taron (Humphrey) e Estefânia de Milly. Foi uma imperatriz-consorte de Niceia, esposa de Teodoro I Láscaris, entre 1214 e 1216.

## Princesa da Armênia
Filipa era a irmã mais nova de Alice de Armênia, que depois foi esposa de Raimundo IV de Trípoli. Seu pai morreu em 1186, quando Alice tinha quatro anos e Filipa, três, e foi sucedido por seu irmão mais novo Leão, que era, inicialmente, apenas "regente e tutor" das jovens sobrinhas, mas que acabou as afastando para assumir o trono para si e seus descendentes.
De acordo com as obras de Simbácio, o Condestável, em 3 de fevereiro de 1189/90, Filipa foi prometida a Schahenscah, segundo filho de  Chorduanel, senhor de Sassúnia com uma irmã de nome desconhecido de Gregório IV, o Jovem, o católico armênio da Cilícia. Na mesma época, Alice foi prometida a Hatum, o irmão mais velho de Schahenscah. A região de Sassúnia, que os dois irmãos controlavam, era relativamente importante para o Reino Armênio da Cilícia na época e é possível que Leão estivesse tentando assegurar a lealdade dos senhores da região com os noivados.
Os casamentos de Alice e Filipa ocorreram em algum momento entre a data do noivado e maio de de 1193, quando Hathum e Schahenscah foram assassinados. As irmãs foram mencionadas por Sempad já como viúvas dos dois. Ele relata ainda que rumores davam conta que Leão estaria por trás dos crimes. Como Alice tinha apenas onze anos e Filipa, dez, os casamentos muito provavelmente não tinham sequer sido consumados.
Em 31 de janeiro de 1198/99, Filipa foi prometida a Oshin de Lampron, o filho mais velho de Hathum, senhor de Lampron (c. 1145–1218). O casamento jamais ocorreu, mas Sempad não diz por que. Oshin pode ter sucedido o pai em 1218, mas em 1220 ele já estava morto e o novo senhor de Lampron era seu irmão Constantino.

## Imperatriz bizantina
Em 24 de novembro de 1214, Filipa se casou com Teodoro I Láscaris do Império de Niceia, como relata a crônica de Jorge Acropolita, e o casal teve um filho chamado Constantino Láscaris (n. 1215), que posteriormente seria nomeado duque do Tema Tracesiano em 1249.
Porém, em 1216, Teodoro conseguiu anular o casamento. Filipa foi devolvida ao tio Levon e Constantino foi deserdado. Embora razões religiosas tenham sido citadas, as causas exatas são desconhecidas. É possível que Leão tenha mentido, afirmando que Filipa era sua própria filha, durante as negociações e Teodoro, que provavelmente queria assegurar os direitos de sucessão ao trono do Reino Armênio da Cilícia, não teria ficado satisfeito ao descobrir que ela era apenas sobrinha do rei e estava longe da linha sucessória.
Quando Leão morreu, em maio de 1219, foi sucedido por sua filha, Zabel. Filipa já não aparece mais como uma de suas parentes vivas na época listadas por Sempad e, portanto, é provável que tenha morrido em algum momento entre 1216 e o início de 1219.